# Рихард Дедекинд
Рихард Дедекинд (пълно име на немски: Julius Wilhelm Richard Dedekind) е германски математик, известен с трудовете си по абстрактна алгебра, алгебрична теория на числата и основите на реалните числа.

## Биография
Роден е на 6 октомври 1831 година в Брауншвайг, Германия, най-малкото от четирите деца в семейството на Юлиус Левин Улрих Дедекинд. През 1848 постъпва в колежа Каролинум в Брауншвайг, където баща му е администратор и където получава солидно математическо образование. През 1850 г. постъпва в Гьотингенския университет, където изучава теория на числата при Мориц Стерн и вече много възрастния Карл Фридрих Гаус. Защитава докторат през 1852 г. на тема „Върху теорията на ойлеровите интеграли“ („Über die Theorie der Eulerschen Integrale“). Там е студент на Дирихле, с когото стават близки приятели.
В средата на 19 век водещият център за математически изследвания в Германия не е Гьотингенският, а Берлинският университет. Това кара Дедекинд да замине за две години в Берлин, където той и съвременникът му Бернхард Риман се хабилитират през 1854 г. След това Дедекинд се връща в Гьотинген като доцент, като преподава вероятности и геометрия. Същевременно продължава да попълва празнотите в математическите си познания, като изучава елиптичните и абелевите функции. Дедекинд е първият преподавател в Гьотинген, който чете курс по теорията на Галоа, както и сред първите осъзнали основополагащото значение на понятието група в алгебрата и аритметиката.
През 1858 г. започва да преподава в политехническата школа в Цюрих, но се връща в родния си Брауншвайг през 1862 г., когато Колеж Каролинум е повишен в технологичен институт (Technische Hochschule), за да не го напусне никога повече. Оттегля се в пенсия през 1894 г., но продължава да публикува резултати и да преподава от време на време. Рихард Дедекинд никога не сключва брак.
През 1880 г. е избран за член на академиите на Берлин и Рим, а на френската академия на науките – през 1900 г. Доктор хонорис кауза на университетите в Осло, Цюрих и Брауншвайг.
Умира на 12 февруари 1916 година в Брауншвайг на 84-годишна възраст.

## Приноси
Сред безспорните приноси на Дедекинд е аксиоматизацията на алгебрата и въвеждането на множество математически понятия като:
- идеал и главен идеал (през 1870 г.);
- изображение на множество (в труда му „Was sind und was sollen die Zahlen“ от 1887 г.);
- поле (понятието се среща в лекциите му от 1857 – 58 г., но паралелно е въведено и от Кронекер);
- пръстен (понятието е въведено от Дедекинд, а името му ring дава Хилберт).

Заедно с Карл Вайерщрас и Георг Кантор поставя основите на теорията на ирационалните числа. 